# Deutsche Kontaktallergie-Gruppe
Die Deutsche Kontaktallergie-Gruppe (DKG) fördert die klinische und wissenschaftliche Zusammenarbeit in der Epidemiologie, Diagnostik und Therapie des Kontaktekzems und der Kontaktallergie. In der DKG engagieren sich Praktiker und Wissenschaftler aus Deutschland, der Schweiz und Österreich. Im Rahmen von zweimal jährlich stattfindenden Symposien werden unter anderem Testreihen für Epikutantestungen entwickelt und angepasst. Die Ergebnisse der Arbeit werden als Stellungnahmen und Empfehlungen in nationalen und internationalen Fachzeitschriften publiziert. Die DKG wurde im Jahr 1987 gegründet und hat seit 1997 den rechtlichen Status eines eingetragenen gemeinnützigen Vereins.

## Geschichte, Struktur und Aufgaben
Die Anzahl und die Art der Allergene, die beim Menschen allergische Reaktionen auslösen können, wandeln sich beständig. Ihre jeweilige Bedeutung ist unter anderem abhängig von Verbrauchervorlieben und Produktzusammensetzungen. Grundgedanke der Gründung der Deutschen Kontaktallergie-Gruppe als Arbeitsgruppe der Deutschen Dermatologischen Gesellschaft war entsprechend die koordinierte Erforschung der Kontaktallergie und der verschiedenen Formen des Kontaktekzems sowie die Entwicklung und Aktualisierung adäquater Testungen. Die Gruppe wurde am 26. Mai 1987 auf dem 17. Dermatologie-Weltkongress in Berlin gegründet. Die Gruppe bestand zu Beginn aus 19 Mitgliedern. Die Mitgliederzahl wuchs bis 2013 auf 85 Personen an, hinzu kamen 14 ständige Gäste, zudem waren 56 Hautkliniken vertreten. Im Jahr 1997 erfolgte die Eintragung der DKG in das Vereinsregister des Amtsgerichts Göttingen. Eine Mitgliedschaft ist kostenlos, setzt aber eine nachgewiesene Qualifikation im Themenfeld der Kontaktallergien voraus. Die DKG entwickelt Studien zur Entstehung, Ausbreitung und Diagnostik von Kontaktallergien und organisiert mindestens einmal im Jahr Arbeitstreffen. Jeweilige Ergebnisse werden national und international prominent publiziert. Die Gruppe ist mit einem Mitglied im Council der European Society of Contact Dermatitis vertreten.

## Publikationen
Im Rahmen ihrer Aufgabenstellung publiziert die DKG nicht nur auf ihrer Website, sondern auch – teilweise in Kooperation mit weiteren Fachgesellschaften – in Fachzeitschriften Stellungnahmen, Empfehlungen und Informationen und berichtet über ihre Arbeitsergebnisse.
- 67. Arbeitssitzung der Deutschen Kontaktallergie-Gruppe, Journal der Deutschen Dermatologischen Gesellschaft, 2023[3]
- Stellungnahme der Deutschen Kontaktallergie-Gruppe (DKG) und der Deutschen Dermatologischen Gesellschaft (DDG) zu haftungsrechtlichen Konsequenzen bei der Epikutantestung mit patienteneigenem Material, Journal der Deutschen Dermatologischen Gesellschaft, 2017[4]
- Aktuelles zu den Epikutantestreihen der Deutschen Kontaktallergie-Gruppe – update Juli 2019, Allergologie 2019[5]

### Leitlinien
Obwohl sie selbst keine Mitgliedsgesellschaft der Arbeitsgemeinschaft der Wissenschaftlichen Medizinischen Fachgesellschaften ist, war die  DKG dennoch an der Erarbeitung, Publikation und Aktualisierung von AWMF-Leitlinien beteiligt:
- 2014 S3-Leitlinie Durchführung des Epikutantests mit Kontaktallergenen und Arzneimitteln (AWMF-Registernummer 013-018).[6] Die Leitlinie wurde im Jahr 2019 aktualisiert[7]
- 2021 S1-Leitlinie Kontaktekzem (AWMF-Registernummer 013-055)[8]